# Possjolok imeni Alexandra Kosmodemjanskowo
Koordinaten: 54° 44′ N, 20° 22′ O
Possjolok imeni Alexandra Kosmodemjanskowo (russisch Посёлок имени Александра Космодемьянского, übersetzt Alexander-Kosmodemjanski-Siedlung; deutsch Metgethen) liegt in der Kaporner Heide und ist ein Stadtteil des Zentralny rajon (Zentralrajon) der russischen Stadt Kaliningrad. Die Einwohnerzahl beträgt etwa 11.000.

## Geschichte

Metgethen, westlich von Königsberg, auf einer Landkarte von 1910

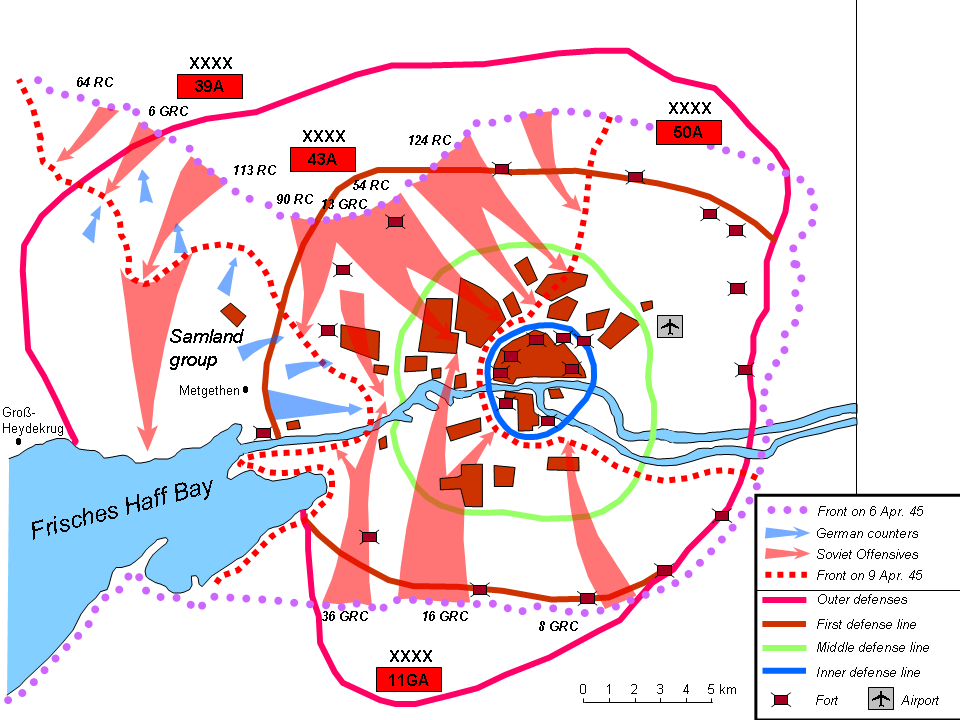
Metgethen in der Schlacht um Königsberg im April 1945

Die erste urkundliche Erwähnung des prußischen Dorfes Metgethen stammt aus dem Jahr 1278: „in campo, qui dicitur Myntegeiten“. Der Name bezieht sich auf einen geistigen Führer namens Myntete. Zum ansehnlichen Gutshof gehörte im 18. Jahrhundert eine katholische Kapelle. Der Gutsbezirk wurde am 1. Februar 1818 dem neugebildeten Landkreis Königsberg zugewiesen und am 1. April 1939 bei der Kreisneuordnung in die Stadt Königsberg eingemeindet. Im Jahr 1894 wurde Metgethen mittels eines Bahnhofes der Linie Pillau-Prostken an das Schienennetz der Ostpreußischen Südbahn angeschlossen.
Im Jahr 1820 hatte der Ort 29 Einwohner in zwei Häusern, 1885 waren es 302 Einwohner und 1933 bereits 1.946.
Ursprünglich war Metgethen ein Gutsbezirk. Darin gab es ein Schloss als Herrenhaus. Anfang des 20. Jahrhunderts wurde auf einem Teil des Gutsgeländes die „Waldvillen-Kolonie“ errichtet. 1913 wurde die Landgemeinde Metgethen gegründet und vom Gutsbezirk abgetrennt. Der Ort blühte rasch auf und wurde als Mittelpunkt der Kaporner Heide das beliebteste Naherholungsziel der Königsberger, gut zu erreichen mit der Bahn nach Pillau. Es gab in der Nähe den historischen „Vierbrüder-Krug“ und das „Forsthaus Metgethen“. 1912 wurde am Ufer des Hubertus-Sees die Wirtschaftliche Frauenschule „Kronprinzessin Cecilie“ gegründet, die spätere Landfrauenschule des Reifensteiner Verbandes (das Gebäude existiert nicht mehr). 1916 wurde eine Höhere Mädchen- und Knaben-Schule eröffnet. Unmittelbar nach dem Ende des Ersten Weltkriegs baute eine Kleinsiedlungsgesellschaft die „Gartenstadt Metgethen“, nördlich der Bahnlinie. 1925 wurde die Waldkirche geweiht, ein Achteckbau mit bekrönendem Turm. In Metgethen gab es die 1939 gebaute Provinzial-Feuerwehrschule mit charakteristischem, hohen Schlauchturm. Entfernt von Metgethen lagen die Rieselfelder für die Abwässer von Königsberg.
Im Februar 1945, im Verlauf der Schlacht um Königsberg, war der Ort Schauplatz des Massakers von Metgethen an deutschen und ukrainischen Zivilisten. Am 29. Januar war die Rote Armee über Metgethen nach Großheidekrug zum Frischen Haff vorgestoßen und hatte damit die Straßen- und Eisenbahnverbindung zwischen Königsberg und Pillau unterbrochen. Am 19. Februar konnte die Wehrmacht in harten Kämpfen mit gleichzeitigen Vorstößen vom Samland und von Königsberg her Metgethen zurückerobern und damit diese für die Evakuierung der Bevölkerung und Verwundeten sowie den Nachschub wichtigen Verbindungen für mehrere Wochen wiederherstellen.
Bis 1946 behielt der Ort seinen deutschen Namen (Метгетен), dann wurde er in Lesnoje (Лесное) umbenannt. Im Jahre 1956 erhielt der Ort den heutigen Namen nach dem in der Schlacht um Königsberg gefallenen, postum als Held der Sowjetunion ausgezeichneten Alexander Kosmodemjanski, dem Bruder von Soja Kosmodemjanskaja. An der Stelle seines Todes beim damaligen Vierbrüderkrug in der Kaporner Heide (Staatsforst Kobbelbude), etwa auf halbem Wege zwischen der heute nach Kosmodemjanski benannten Siedlung und Wsmorje (früher Groß Heydekrug) an der Chaussee Kaliningrad – Baltijsk, befindet sich ein Gedenkstein mit Büste.
Auf Schloss und Rittergut Metgethen waren unter anderem ansässig
- Erhard Ernst von Röder (1665–1743), Generalfeldmarschall
- Ernst von Olfers (1840–1915), Sanitätsrat, Vater von Sibylle von Olfers
- Sibylle von Olfers (1881–1916), Kinderbuchautorin

## Bilder 2014

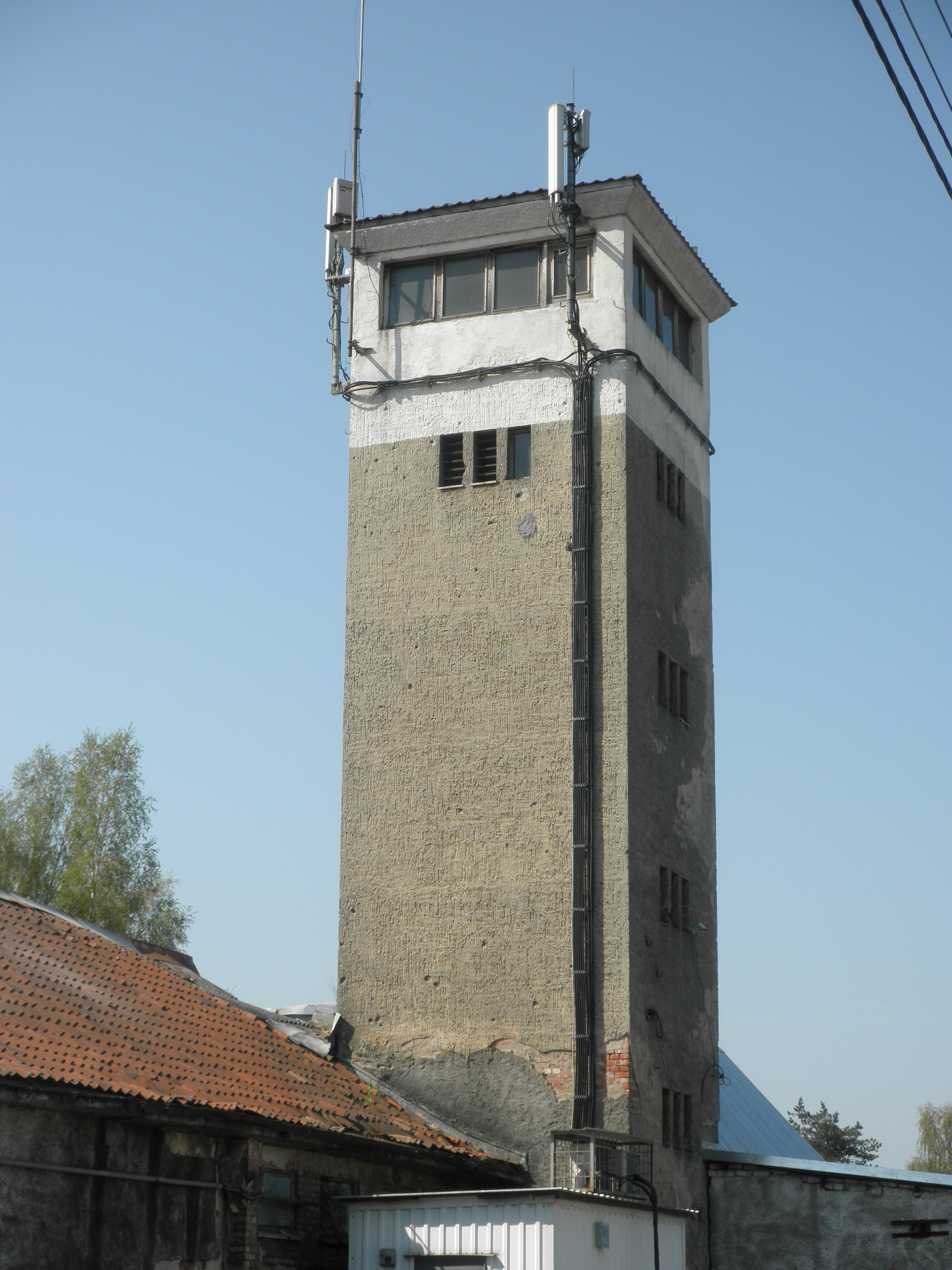
Turm der ehemaligen Feuerwehrschule in Metgethen 2014
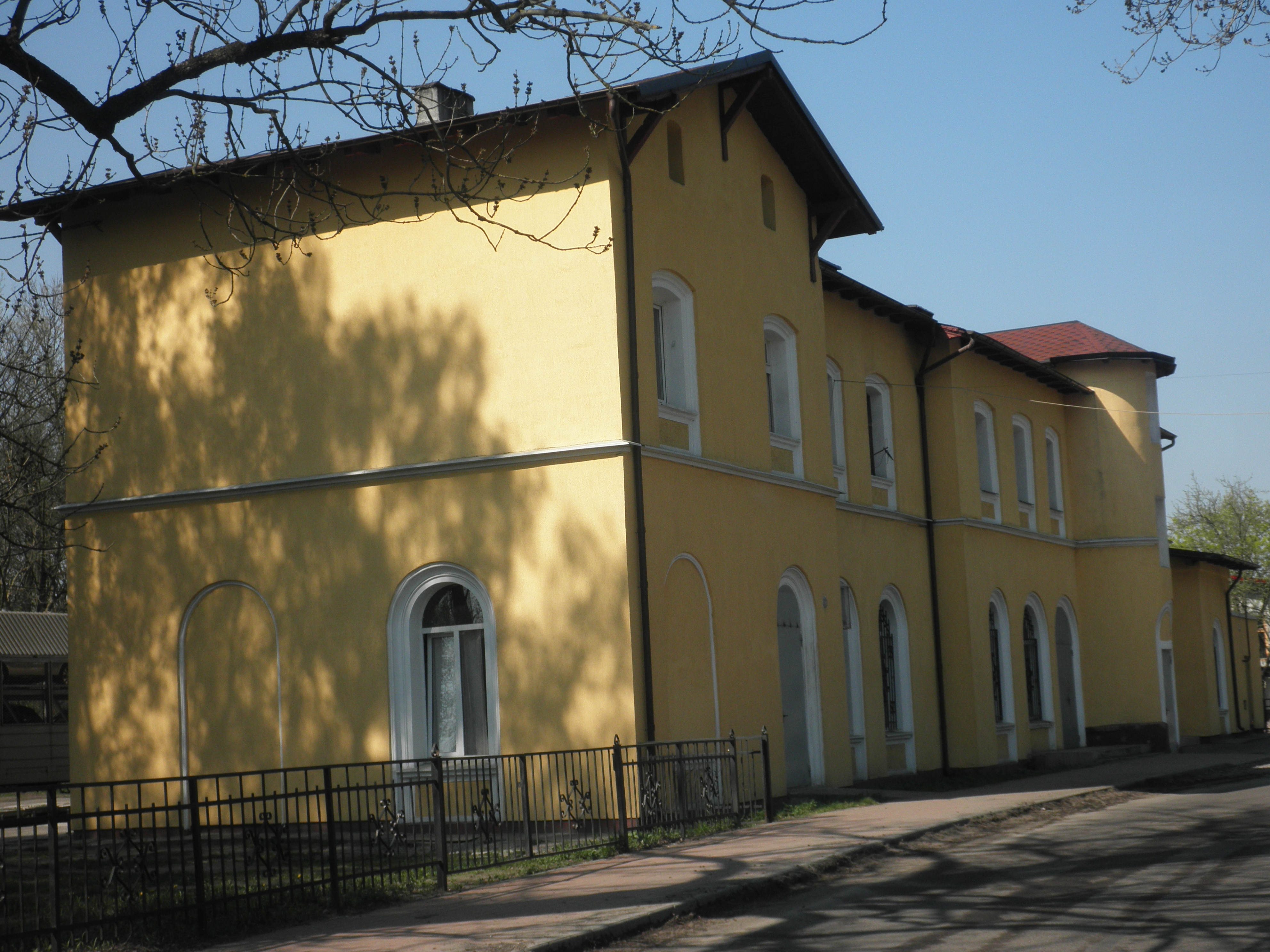
Bahnhof Metgethen 2014
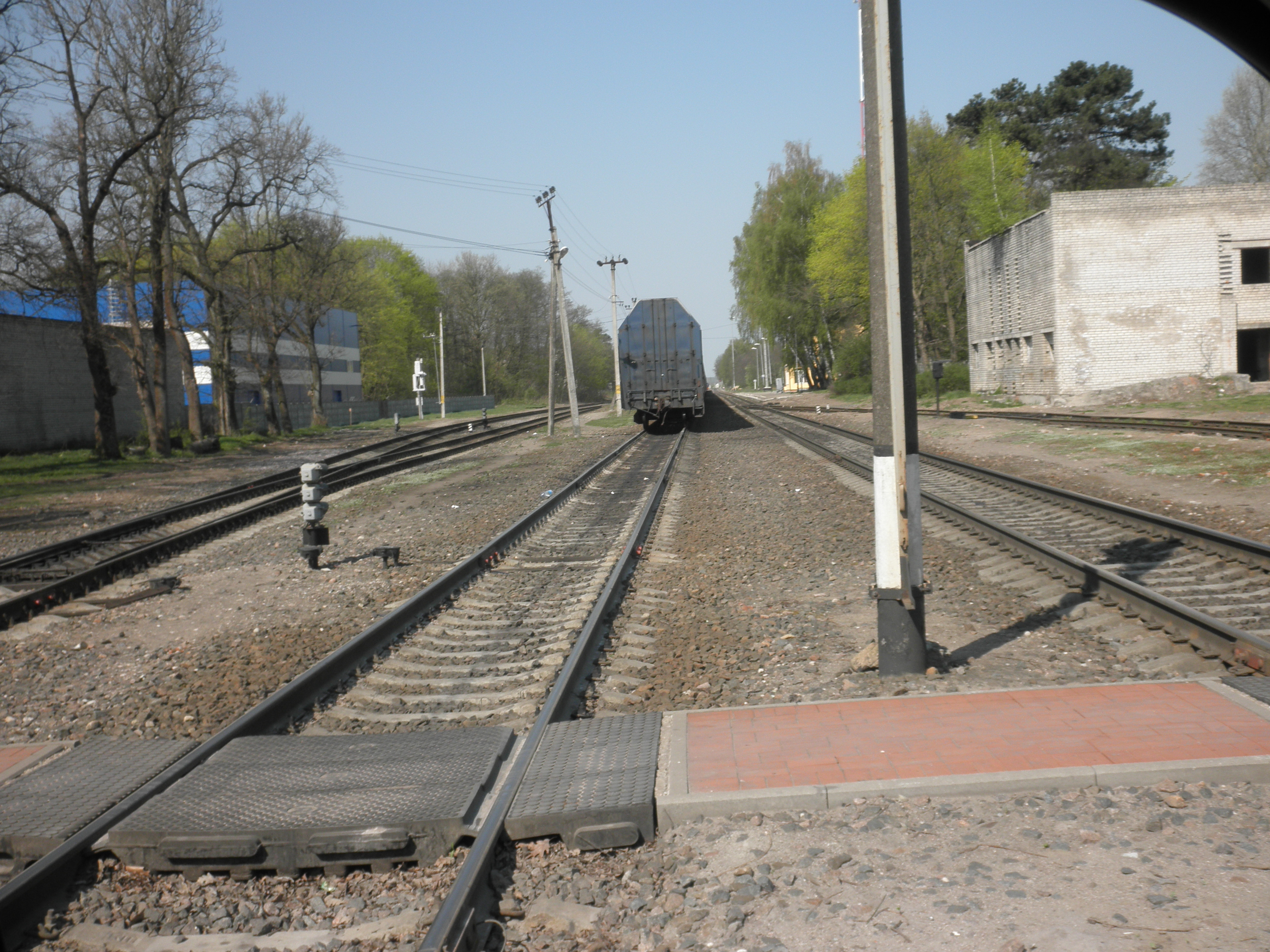
Bahnlinie Kaliningrad Pillau 2014
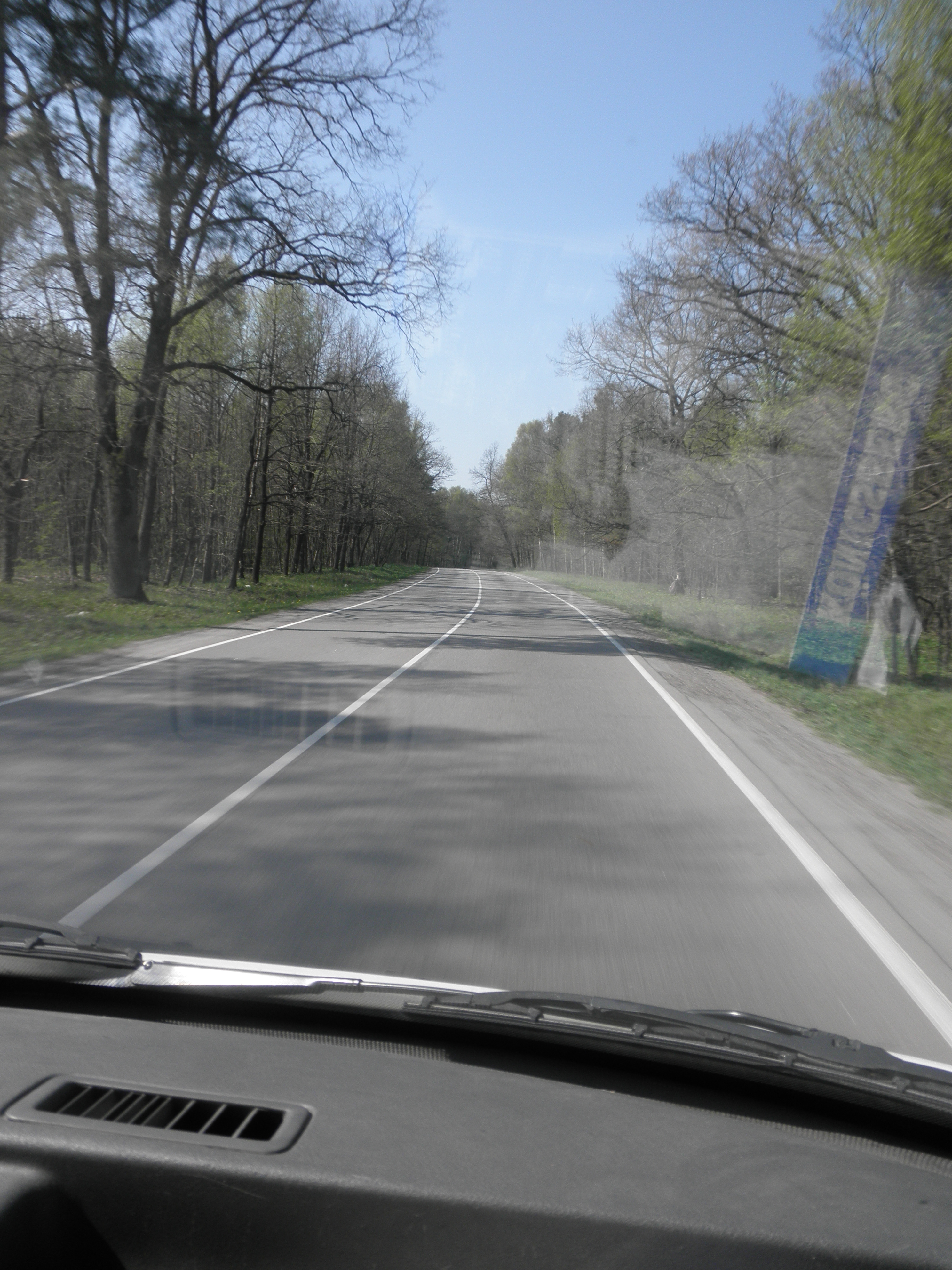
Straße Kaliningrad Baltisk 2014
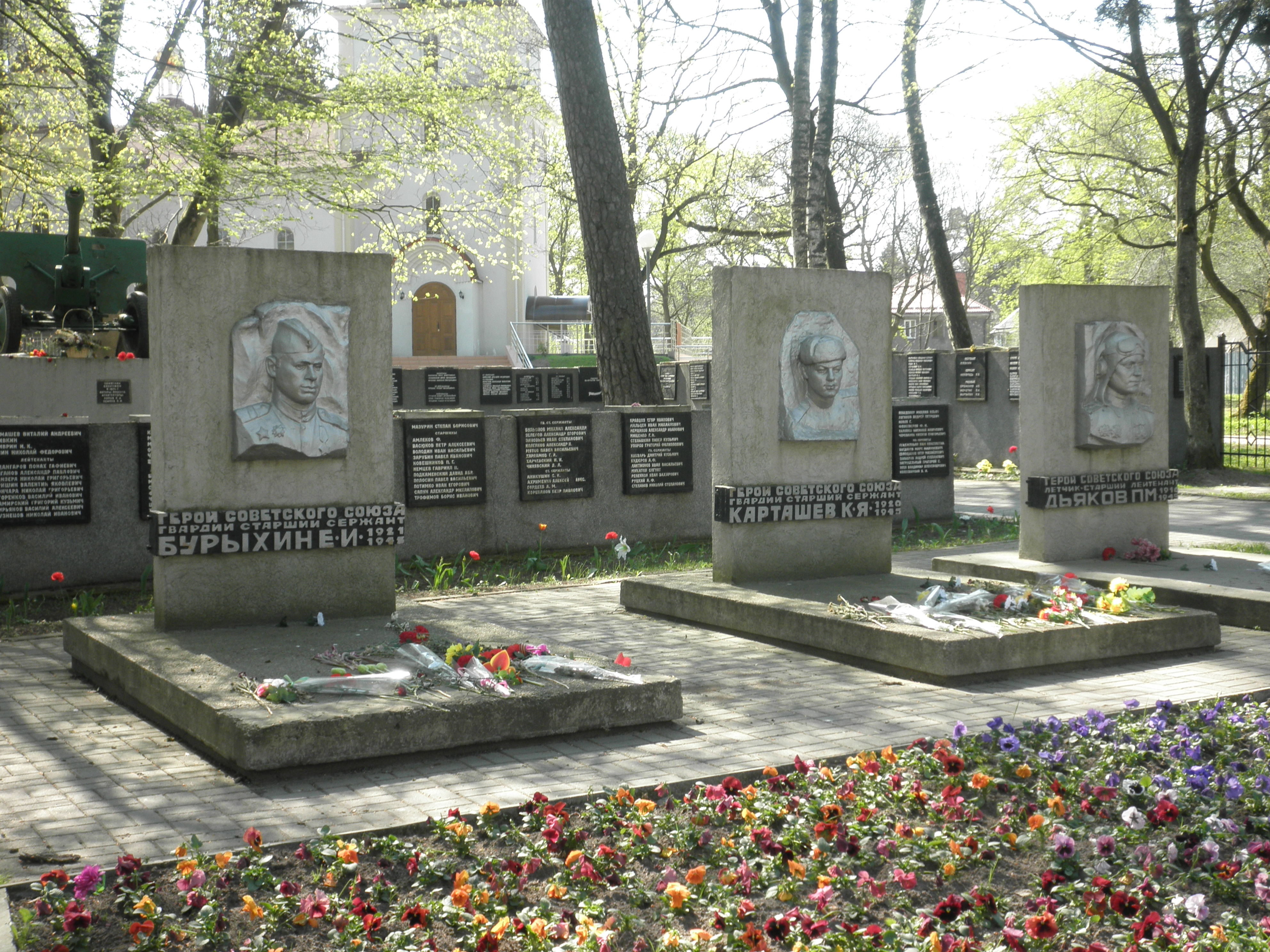
Sowjetischer Soldatenfriedhof in Metgethen 2014

## Söhne und Töchter des Ortes
- Sibylle von Olfers (1881–1916), Kinderbuchautorin und -illustratorin
- Manfred Sult (1934–2016), Baptistenpastor und von 1981 bis 1991 Präsident des Bundes Evangelisch-Freikirchlicher Gemeinden in der DDR